# 张磊夫
张磊夫（英語：Richard Rafe Champion de Crespigny，1936年—)，澳洲汉学家、历史学家。专长是汉朝历史、地理及文学。他对汉代和三国时代的史料的英译和史学史所做出的贡献备受国际公认；他本人也被视为这领域的先驱级人物。

## 教育背景
张磊夫对东汉末年的兴趣来自于小说《三国演义》。他著于1968年的博士论文涉及中华帝国在南方的发展过程及孙吴的起源，为日后的许多著作奠定基础。

## 著作
张磊夫的著作主要由英语书写。
- 1968年：《中华帝国在南方的发展过程：议论三国孙吴的起源》（The Development of the Chinese Empire in the South; a discussion of the origins of the state of Wu of the Three Kingdoms)- 博士论文
- 1984年：《北方边境：后汉帝国的政策与策略》（Northern Frontier: The Policies and Strategy of the Later Han Empire）
- 1990年：《南方诸将》（Generals of the South）- 叙述孙氏父子的崛起，以致三足鼎立的形成。
- 1996年：《桓灵二帝》（Emperor Huan and Emperor Ling）和 《为了创建和平》（To Establish Peace)- 两本著作也为《资治通鉴》涉及公元157年至220年的记载进行英译与注释。
- 2007年：《后汉至三国人物词典 公元23-220年》（A Biographical Dictionary of Later Han to the Three Kingdoms 23–220 AD ）
- 2010年：《帝国军阀：曹操传 公元155-220年》（Imperial Warlord：A Biography of Cao Cao AD 155-220）
  - [澳] 张磊夫. . 由方笑天翻译. 江苏人民出版社. 2018. ISBN 978-7-214-21849-0.
- 2016年：《火烧洛阳: 公元23-220年的后汉史》(Fire over Luoyang: A History of the Later Han Dynasty 23-220 AD)